# Hoa ông lão
Hoa ông lão (danh pháp khoa học: Clematis armandii) là một loài thực vật có hoa trong họ Mao lương. Loài này được Franch. mô tả khoa học đầu tiên năm 1885.

## Hình ảnh

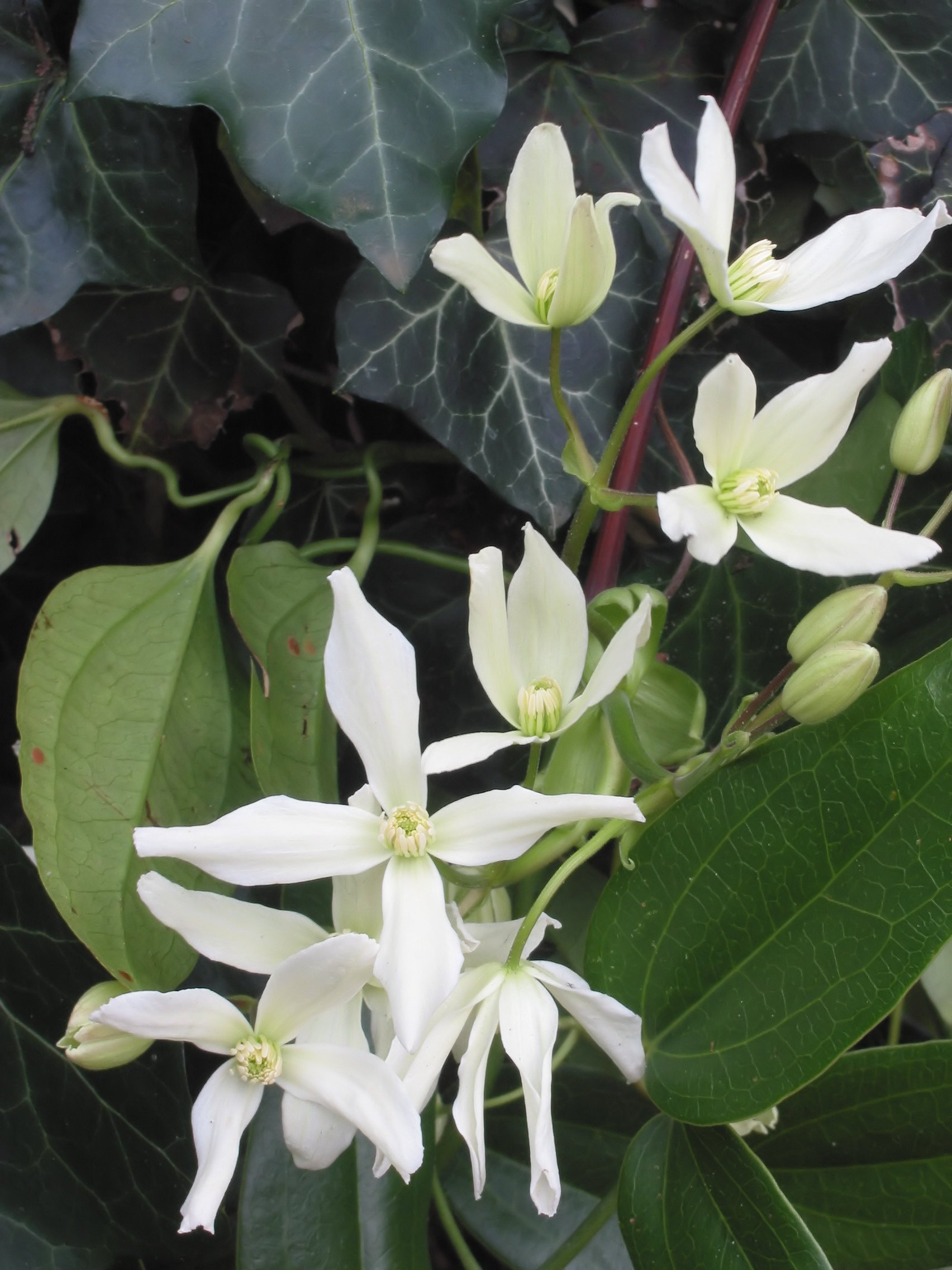
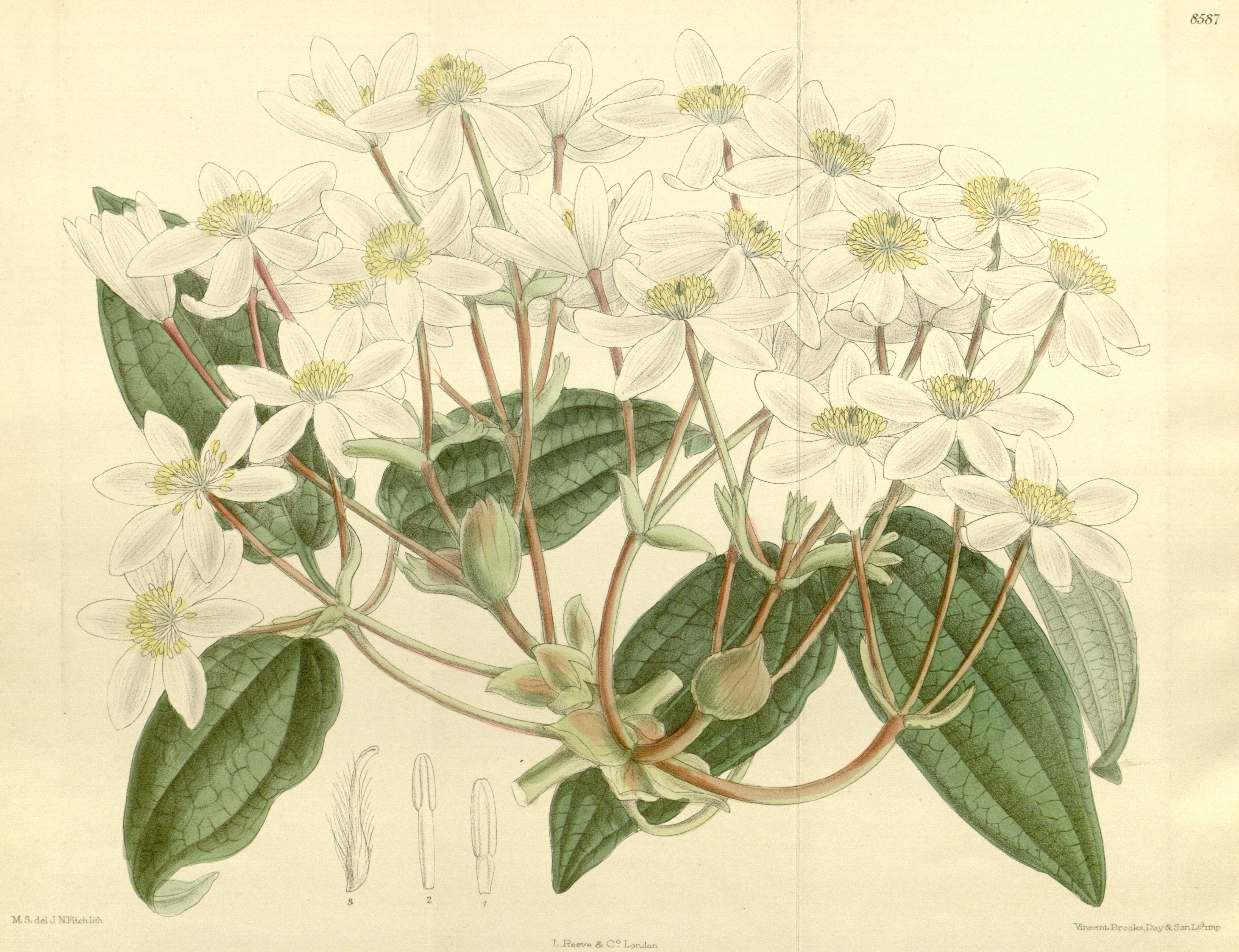
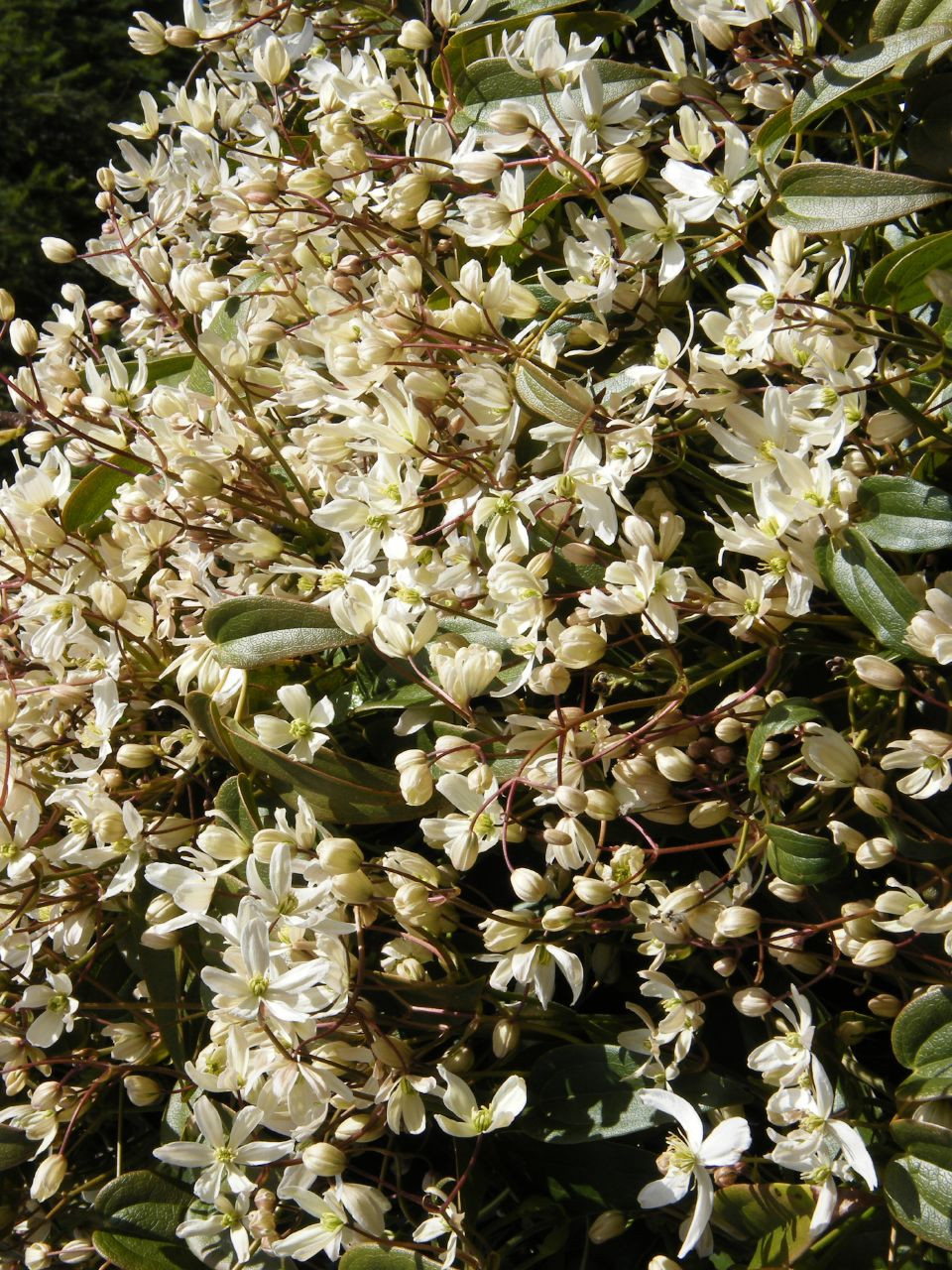
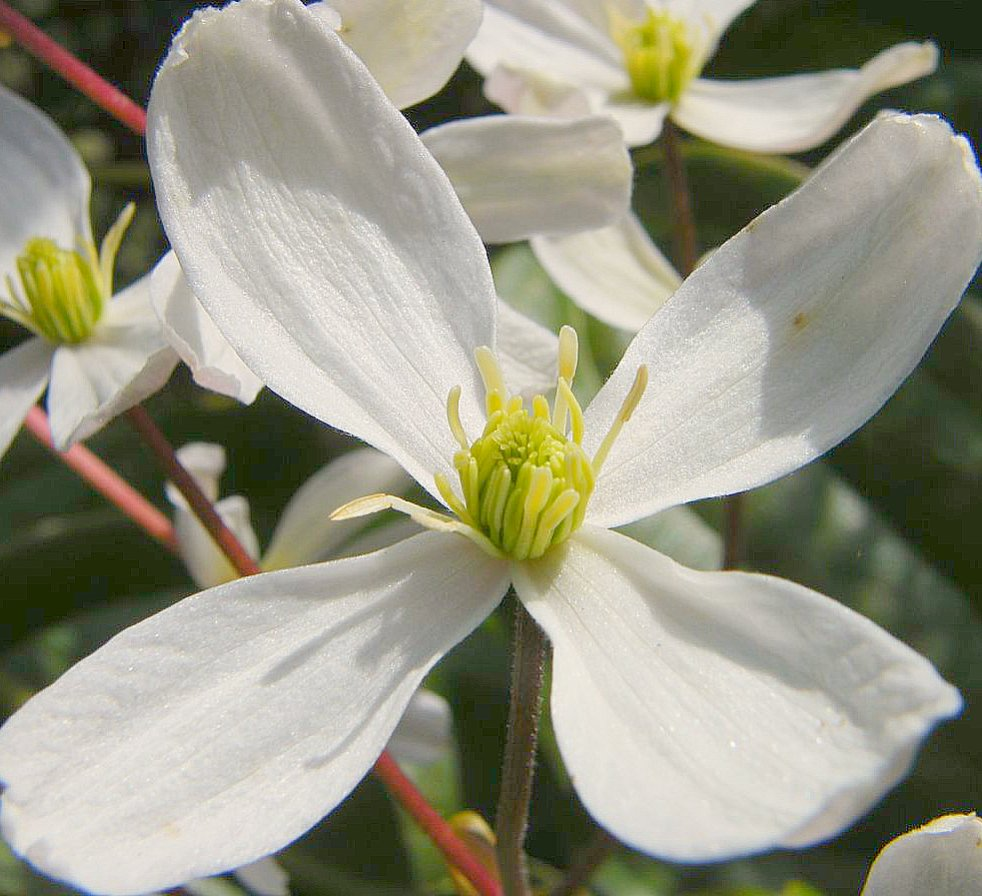